# جون كارتي
جون جوزيف كارتي (بالإنجليزية: John J. Carty)‏ ـ (14 أبريل 1861 ـ 27 ديسمبر 1932) هو مهندس كهرباء أمريكي كان من أبرز المساهمين في تطوير أسلاك الهاتف والتقنيات المتعلقة بها. حصل على وسام إديسون سنة 1917، وعمل في تطوير خط الهاتف العابر للقارات من موقعه ككبير مهندسي شركة إي تي أند تي. رأس كارتي المعهد الأمريكي للمهندسين الكهربائيين عامي 1915 و1916.

## الجوائز
- وسام إدوارد لونغستريث من معهد فرنكلن (1905)[3]
- زميل الأكاديمية الأمريكية للفنون والعلوم (1915)[4]
- وسام فرنكلن من معهد فرنكلن (1916)[5]
- وسام إديسون من معهد مهندسي الكهرباء والإلكترونيات (1917)
- جائزة جون ج. كارتي لتقدم العلم من الأكاديمية الوطنية للعلوم (أول من حصل على هذه الجائزة: 1932)[6]، وهي آخر ما نال من الجوائز، إذ توفي في نهاية العام ذاته.